# 一屋寶貝
《一屋寶貝》是由香港劇團演戲家族，於2009年首演的一齣音樂劇製作，為演戲家族的經典作品之一。本劇改編自日本作家柳美里的小說《在雨和夢之後》，由彭鎮南導演，高世章作曲，岑偉宗作詞，及張飛帆編劇。曾參演的演員有香港本地之音樂劇演員，演藝名人，歌手，及演藝界前輩。

## 公演日期、地點
- 首演：2009年10月30-31日11月1日 香港文化中心劇場 (5場)[2]
- 重演：2010年9月17-19日 荃灣大會堂音樂廳 (4場)[2]
- 澳門公演：2011年1月14-15日 澳門文化中心綜合劇院 (2場)[2]
- 三度公演：2011年1月21-23, 27-30日 香港演藝學院歌劇院 (8場及2場學生場)[2]
- 最終回：2012年8月9-12日 香港文化中心大劇院 (6場)[2]
- 演唱會：2012年11月30-12月1日 廣州白雲國際會議中心 嶺南大會堂 (3場)
- 音樂廳: 2014年10月2-10月5日香港大會堂 音樂廳 (4場)
- 音樂廳重演: 2016年6月2-6月4日荃灣大會堂 演奏廳 (4場)

## 得獎紀錄
- 獲第十九屆香港舞台劇獎「最佳整體演出」、「最佳創作音樂」(高世章)、「最佳音響設計」(馬永齡)及「十大最受歡迎製作」[3]
- 獲第二十屆香港舞台劇獎「歷年最入心劇目」[4]
- 獲第二十一屆香港舞台劇獎「最佳原創曲詞」(高世章、岑偉宗)[5]

## 故事簡介
潦倒的爵士樂大提琴音樂家朝晴到台灣找尋象徵幸福的大鳳蝶，送給女兒小雨作為禮物。小雨碰上鄰居靈媒曉子，但當晚朝晴就回來了，但曉子即發現朝晴有異……後來一連串鬼靈精怪的事情一直發生，他們碰上學校女鬼瑩真，田氏一家等等，讓他們更深切領略到「幸福」是什麼。他們一步步走上屬於自己的路，讓未來幸福的生活開展……

## 曲序
1. 《記得家門闔上》
2. 《大鳳蝶》
3. 《五內體血》
4. 《新鬼速成》
5. 《女人香》
6. 《如果身處天上》
7. 《紅地氈》
8. 《苦中作樂》
9. 《愛的教育》
10. 《死黨》
11. 《誰無過》
12. 《漂泊家庭》
13. 《未了的結局》
14. 《在雨和夢之後》 (曾於澳門及三度公演刪去)
15. 《永別又如何》
16. 《爸爸是我家》
17. 《鬼親人》
18. 《回家》
19. 《破曉》 (首演為《曉子曉了》、重演、澳門公演及三度公演為《揭曉》
20. 《一屋寶貝》
21. 《柳美里》

## 演員
| 英朝晴       | 朱栢謙                                                         | 朱栢謙                                                         | 朱栢謙                                                         | 朱栢謙                                                         | 朱栢謙                                                         | 朱栢謙                                                         | 朱栢謙 | 朱栢謙 |   |   |
| 英小雨       | 溫卓妍                                                         | 溫卓妍                                                         | 溫卓妍                                                         | 溫卓妍                                                         | 溫卓妍                                                         | 溫卓妍                                                         | 溫卓妍 | 溫卓妍 |   |   |
| 柳曉子       | 張國穎                                                         | 羅敏莊                                                         | 羅敏莊                                                         | 羅敏莊                                                         | 鄭欣宜                                                         | 羅敏莊、張國穎                                                 | 張國穎 | 張國穎 |   |   |
| 岳男         | 陳康                                                           | 陳康                                                           | 魯文傑                                                         | 魯文傑                                                         | 林曉峰                                                         | 魯文傑                                                         | 鄭君熾 | 鄭君熾 |   |   |
| 瑪莉亞       | 劉雅麗                                                         | 林可嘉                                                         | 劉雅麗                                                         | 劉雅麗                                                         | 姚詠芝                                                         | 姚詠芝                                                         | 李安琪 | 李安琪 |   |   |
| 嫲嫲（晴母） | 文瑞興                                                         | 文瑞興                                                         | 吳鳳鳴                                                         | 文瑞興                                                         | 鄭佩佩                                                         | 林可嘉                                                         | 廖愛玲 | 廖愛玲 |   |   |
| 爺爺（晴父） | 鄧安迪                                                         | 陳永泉                                                         | 鄧安迪                                                         | 陳永泉                                                         | 陳永泉                                                         | 宋本浩                                                         | 鄭君熾 | 鄭君熾 |   |   |
| 瑩真∕田老太  | 何敏儀                                                         | 何敏儀                                                         | 何敏儀                                                         | 何敏儀                                                         | 何敏儀                                                         | 何敏儀                                                         | 何敏儀 | 何敏儀 |   |   |
| 瑩母         | 彭珮嵐                                                         | 彭珮嵐                                                         | 彭珮嵐                                                         | 彭珮嵐                                                         | 彭珮嵐                                                         | 彭珮嵐                                                         | 馮夏賢 | 彭珮嵐 |   |   |
| 田慈仁∕警探  | 何浩源                                                         | 何浩源                                                         | 何浩源                                                         | 何浩源                                                         | 何浩源                                                         | 何浩源                                                         | 劉榮豐 | 劉榮豐 |   |   |
| 田太太       | 林可嘉                                                         | 黃釗鑫                                                         | 林可嘉                                                         | 林可嘉                                                         | 林可嘉                                                         | 林可嘉                                                         | 林可嘉 | 林可嘉 |   |   |
| 田一一       | 施標信                                                         | 施標信                                                         | 施標信                                                         | 施標信                                                         | 施標信                                                         | 施標信                                                         | 施標信 | 施標信 |   |   |
| 田二二/阿美  | 謝瑞                                                           | 謝瑞                                                           | 謝瑞                                                           | 謝瑞                                                           | 謝瑞                                                           | 謝瑞                                                           | 謝瑞   | 謝瑞   |   |   |
| 田三三       | 張翱                                                           | 張翱                                                           | 溫彥齊                                                         | 溫彥齊                                                         | 楊健平                                                         | /                                                              | /      | /      |   |   |
| 男鬼         | 黃國輝                                                         | 黃國輝                                                         | 黃國輝                                                         | 黃國輝                                                         | 宋本浩                                                         | 宋本浩                                                         | 劉榮豐 | 劉榮豐 |   |   |
| 律師         | 鄧安迪                                                         | 鄧安迪                                                         | 鄧安迪                                                         | 鄧安迪                                                         | 宋本浩                                                         | 宋本浩                                                         | /      | /      | / | / |
| 男友         | 何浩源                                                         | 鄧安迪                                                         | 何志文                                                         | 鄧安迪                                                         | 宋本浩                                                         | 宋本浩                                                         | /      | /      | / | / |
| 阿花(阿牛)   | 黃穎雪                                                         | 黃穎雪                                                         | 梁嘉敏                                                         | 梁嘉敏                                                         | 林可嘉                                                         | 林可嘉                                                         | /      | /      |   |   |
| 女病人       | 黃穎雪                                                         | 黃穎雪                                                         | 梁嘉敏                                                         | 梁嘉敏                                                         | 彭珮嵐                                                         | 彭珮嵐                                                         | /      | /      |   |   |
| 歌詠團       | 文瑞興、施標信、黃國輝、鄧安迪、吳鳳鳴、何志文、彭珮嵐、宋本浩 | 文瑞興、施標信、黃國輝、鄧安迪、吳鳳鳴、何志文、彭珮嵐、宋本浩 | 文瑞興、施標信、黃國輝、鄧安迪、吳鳳鳴、何志文、彭珮嵐、宋本浩 | 文瑞興、施標信、黃國輝、鄧安迪、吳鳳鳴、何志文、彭珮嵐、宋本浩 | 文瑞興、施標信、黃國輝、鄧安迪、吳鳳鳴、何志文、彭珮嵐、宋本浩 | 文瑞興、施標信、黃國輝、鄧安迪、吳鳳鳴、何志文、彭珮嵐、宋本浩 | /      | /      |   |   |
| 賓客         | 林可嘉、施標信、黃國輝、鄧安迪、何志文、黃釗鑫、何浩源、宋本浩 | 林可嘉、施標信、黃國輝、鄧安迪、何志文、黃釗鑫、何浩源、宋本浩 | 林可嘉、施標信、黃國輝、鄧安迪、何志文、黃釗鑫、何浩源、宋本浩 | 林可嘉、施標信、黃國輝、鄧安迪、何志文、黃釗鑫、何浩源、宋本浩 | 林可嘉、施標信、黃國輝、鄧安迪、何志文、黃釗鑫、何浩源、宋本浩 | 林可嘉、施標信、黃國輝、鄧安迪、何志文、黃釗鑫、何浩源、宋本浩 | /      | /      |   |   |

## 現場演奏
|                 | 首演      | 重演      | 澳門公演 | 三度公演 | 最終回         |
| --------------- | --------- | --------- | -------- | -------- | -------------- |
| 樂隊領班 / 鋼琴 | 高世章    | 孔奕佳    | 孔奕佳   | 孔奕佳   | 孔奕佳         |
| 低音大提琴      | CMgroovy  | 曾德康    | 曾德康   | CMgroovy | Sylvain Gagnon |
| 單簧管 / 長笛   | Mike Inot | Mike Inot | 張智勇   | 張智勇   | 張智勇         |
| 小提琴          | 吳俊立    | 吳俊立    | 吳俊立   | 吳俊立   | 吳俊立         |

## 創作及製作人員
| 原著                   | 柳美里（日本）                                 |
| 改編                   | 張飛帆                                         |
| 改編 / 導演            | 彭鎮南                                         |
| 作曲 / 編曲 / 音樂總監 | 高世章                                         |
| 作詞                   | 岑偉宗                                         |
| 管弦樂編曲             | 盧宜均                                         |
| 編舞                   | 伍宇烈                                         |
| 佈景設計               | 陳志權(首演)、盧康寧(重演)、徐碩朋(最終回)     |
| 服裝設計               | 鄭文榮                                         |
| 燈光設計               | 劉銘鏗                                         |
| 音響設計               | 馬永齡                                         |
| 歌唱指導               | 馮夏賢                                         |
| 助理編舞               | 賴振榮、李朗軒                                 |
| 執行服裝設計           | 余岱羚                                         |
| 字幕翻譯               | 李正欣                                         |
|                        |                                                |
| 監製                   | 姚潤敏                                         |
| 製作經理 / 舞台監督    | 關浩明                                         |
| 執行舞台監督           | 孔稜斯                                         |
| 助理舞台監督           | 莊曉庭                                         |
| 音響控制員             | 馬卓忠、夏恩蓓                                 |
| 電機師                 | 李潔汶                                         |
| 電腦燈控制員           | 黃子健                                         |
| 化妝                   | 鄭蓮花                                         |
| 服裝主管               | 劉瑋欣、甄泳然                                 |
| 舞台助理               | 陳耀輝、麥樹榮、謝民權、劉嘉民、袁慧妍、李偉龍 |
| 宣傳概念及攝影         | 張志偉、阮漢威                                 |
| 宣傳設計               | 徐羨曾@ShammerCS、譚志廣                       |
| 宣傳造型設計           | 馬穎芝 (最終回)                                |
| 宣傳髮型設計           | Puzzle Hair (最終回)                           |
| 宣傳經理               | 歐陽嘉燕 (最終回)                              |
| 攝影                   | Michael@michaelkwokstyle.com、李國威、黃國輝   |
| 節目主任               | 莫震霖                                         |
| 節目主任 / 字幕整理    | 羅愷文                                         |
| 票務                   | 何嘉儀                                         |
| 佈景製作               | 魯氏美術製作有限公司                           |